# Trzeci rząd Charlesa Haugheya
Trzeci rząd Charlesa Haugheya – rząd Irlandii funkcjonujący od 10 marca 1987 do 12 lipca 1989. Był to gabinet tworzony przez polityków Fianna Fáil (FF).
Wybory do Dáil Éireann 25. kadencji zakończyły się zwycięstwem FF, dzięki czemu Charles Haughey po kilkuletniej przerwie mógł powrócić na urząd premiera. Po kolejnych wyborach z 1989 gabinet został zastąpiony przez czwarty rząd Charlesa Haugheya.

## Skład rządu
- Taoiseach, minister spraw Gaeltachtu: Charles Haughey[1]
- Tánaiste, minister spraw zagranicznych: Brian Lenihan
- Minister finansów: Ray MacSharry (do listopada 1988), Albert Reynolds (od listopada 1988)
- Minister komunikacji: John P. Wilson (w marcu 1987), Ray Burke (od marca 1987)
- Minister finansów i służb publicznych: Ray MacSharry (w marcu 1987)
- Minister turystyki, rybołówstwa i leśnictwa: Brendan Daly (w marcu 1987)
- Minister turystyki i transportu: Ray MacSharry (w marcu 1987), John P. Wilson (od marca 1987)
- Minister gospodarki morskiej: Brendan Daly (od marca 1988)
- Minister sprawiedliwości: Gerry Collins
- Minister rolnictwa: Michael O’Kennedy (w marcu 1987)
- Minister rolnictwa i żywności: Michael O’Kennedy (od marca 1987)
- Minister spraw społecznych: Michael Woods
- Minister przemysłu i handlu: Albert Reynolds (od listopada 1988), Ray Burke (od listopada 1988)
- Minister energii: Ray Burke (do listopada 1988), Michael Smith (od listopada 1988)
- Minister środowiska: Pádraig Flynn
- Minister pracy: Bertie Ahern
- Minister zdrowia: Rory O’Hanlon
- Minister obrony: Michael J. Noonan
- Minister edukacji: Mary O’Rourke